# Minnie the Moocher
| Оценки критиков | Оценки критиков |
| Источник        | Оценка          |
| --------------- | --------------- |
| AllMusic        | Без оценки      |

«Minnie the Moocher» («Лентяйка Минни») — песня американского певца и шоумэна Кэба Кэллоуэя. Это его самая известная песня, его «визитная карточка».
Кэб Каллоуэй написал эту песню вместе с музыкальным импресарио Ирвингом Миллсом. Продавшись на одиночной пластинке (сингле) в более чем миллионе экземпляров, песня «Minnie the Moocher» сделала Кэба Кэллоуэя и его группу очень популярным. Десять лет они потом были в статусе суперзвёзд и били рекорды зрительской аудитории для чисто чёрного музыкального коллектива.
Песня «Minnie the Moocher» входит (в оригинальном исполнении Кэба Кэллоуэя) в составленный журналом «Тайм» в 2011 году список All-TIME 100 Songs (список 100 лучших песен с момента основания журнала «Тайм»).